# Ventura Salimbeni
Ventura Salimbeni, auch Ventura di Arcangelo Salimbeni oder Cavaliere Bevilacqua (nach Aufnahme in den Orden vom Goldenen Sporn) genannt (* 20. Januar 1568 in Siena; † um den 23. November 1613 in Siena) war ein italienischer Maler und Kupferstecher. Er gilt als einer der letzten Vertreter der Schule von Siena und des Manierismus.

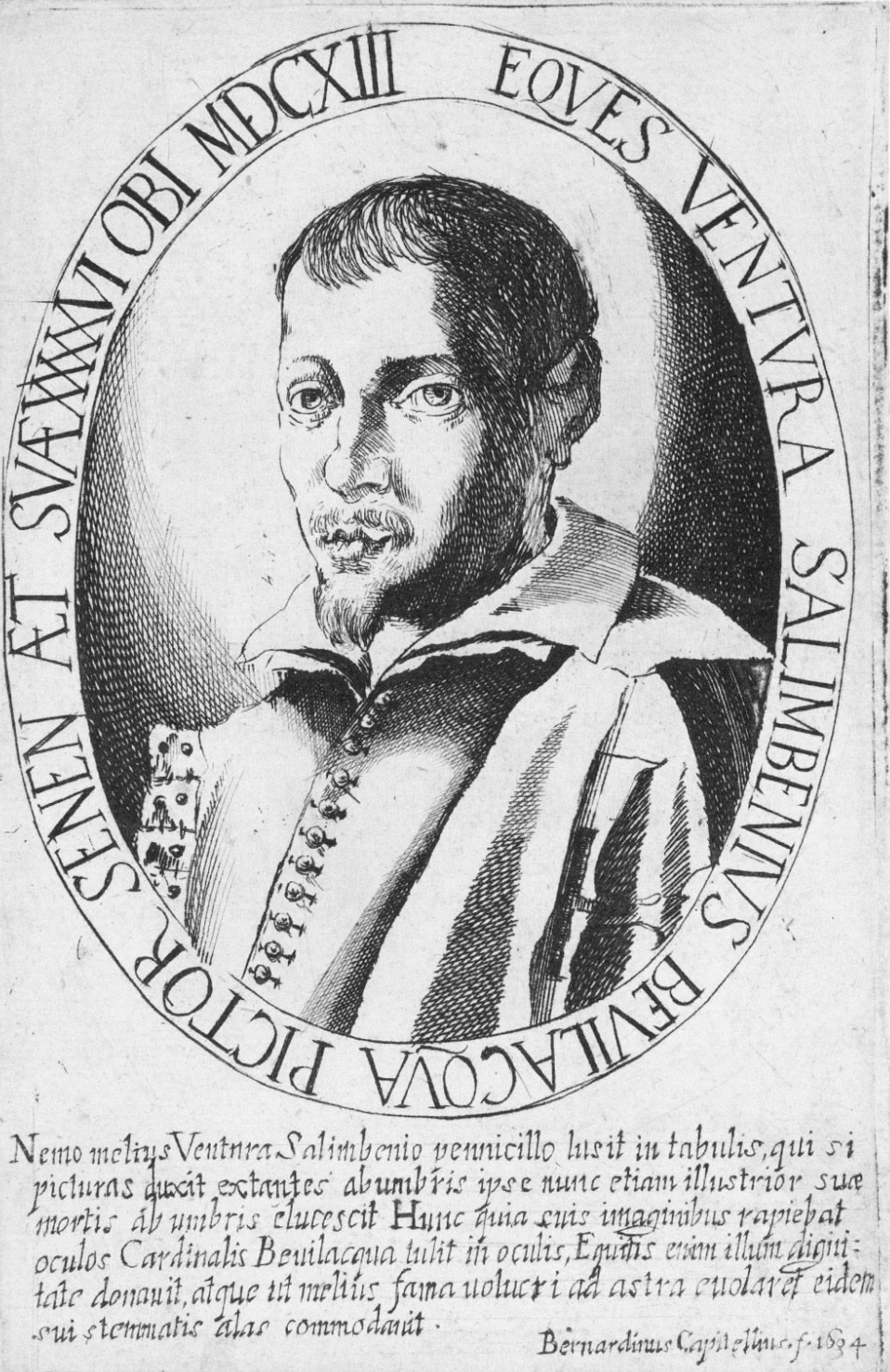
Ventura Salimbeni, dargestellt von Bernardino Capitelli

## Leben
Zusammen mit seinem älteren Halbbruder Francesco Vanni (1563–1610) wuchs er in Siena auf und erlernte das Malen in der Werkstatt seines Vaters Arcangelo Salimbeni. 1588 wurde er von Papst Sixtus V. nach Rom berufen, um dort in der Vatikanischen Bibliothek Fresken zu malen. 1593 bis 1594 malte er weitere Fresken in Rom, diesmal im Auftrag von Bonifazio Bevilacqua in der Kirche Santa Maria Maggiore. 1595 kehrte er nach Siena zurück, wo er im Oratorio della Compagnia della Santissima Trinità und in der Basilica di San Clemente in Santa Maria dei Servi der Contrada Valdimontone, aber auch in der Contrade Nicchio (Chiesa di Santo Spirito, Storie di San Giacinto, zusammen mit seinem Halbbruder) arbeitete. Sein Sohn Simondio Salimbeni wurde 1597 in Siena geboren. 1603 gestaltete er zusammen mit Alessandro Casolani die Kirche Chiesa dei Santi Quirico e Giulitta in Siena, eine der ältesten Kirchen der Stadt. Zu seiner Zeit in Siena verwirklichte er zudem einige Werke in den Kirchen Montalcinos und Perugias. Im Jahr 1602 führte er für Kardinal Bonifazio Bevilacqua Aldobrandini einige Tafeln für die Kirche San Pietro in Perugia aus. Dies brachte ihm wahrscheinlich die Ernennung zum Ritter des Goldenen Sporns ein und die Möglichkeit seinem Familiennamen den des Kardinals hinzuzufügen. Von diesem Zeitpunkt an wurde er als Il Cavaliere Ventura Salimbeni Bevilacqua bekannt. Von 1605 bis 1608 arbeitete er in Florenz an Werken der Kirchen Santissima Annunziata und San Salvatore al Monte sowie für das Ordenshaus der Serviten. Die Jahre von 1607 bis 1609 verbrachte er in Pisa. Sein letztes Werk war das Ölgemälde Matrimonio della Vergine im Seminario Diocesano in Foligno 1613. Er starb vor dem 23. November 1613, dem Tag seiner Bestattung.

## Werke (Auswahl)

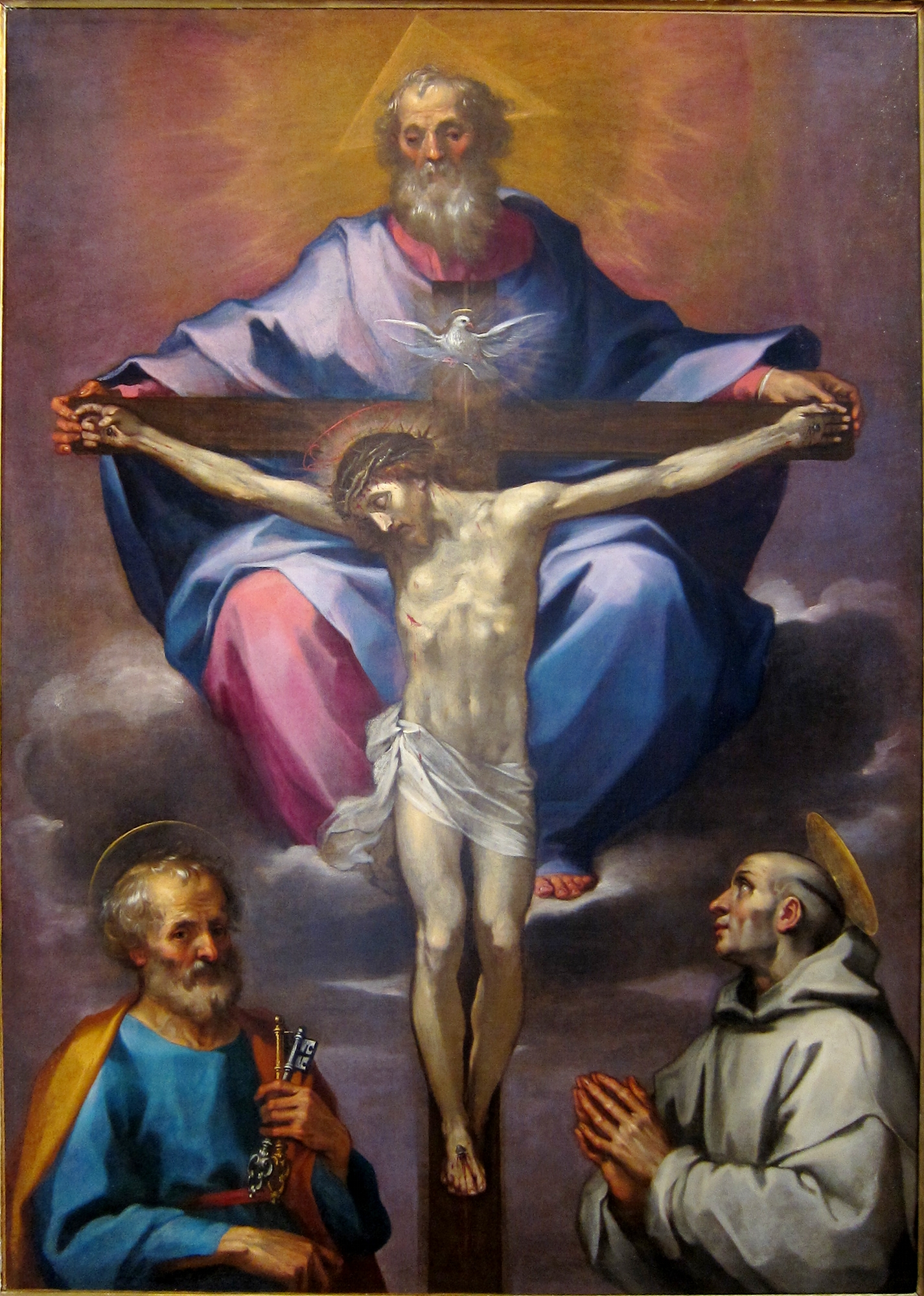
Trinità con San Pietro e San Bernardo (Ajaccio, Musée Fesch)

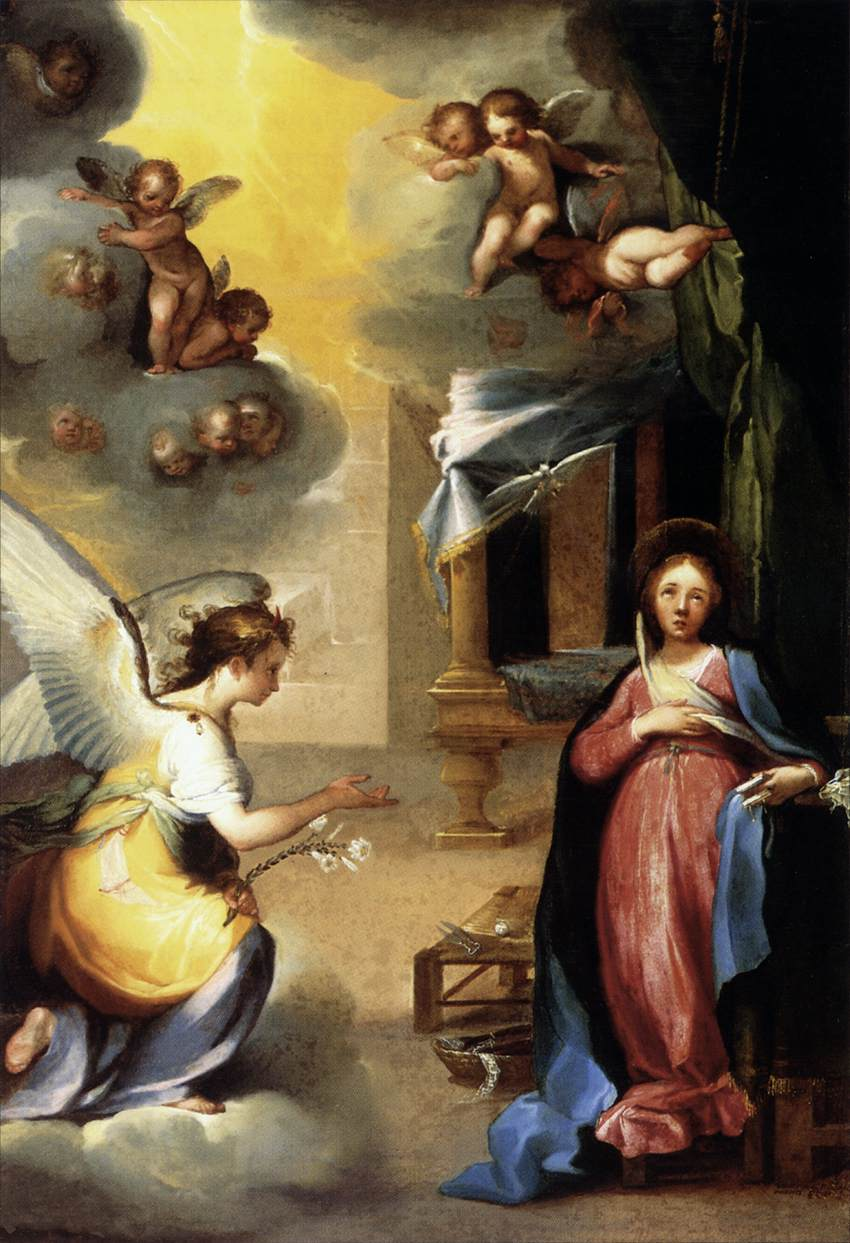
L’Annunciazione (Budapest, Museum of fine Arts)

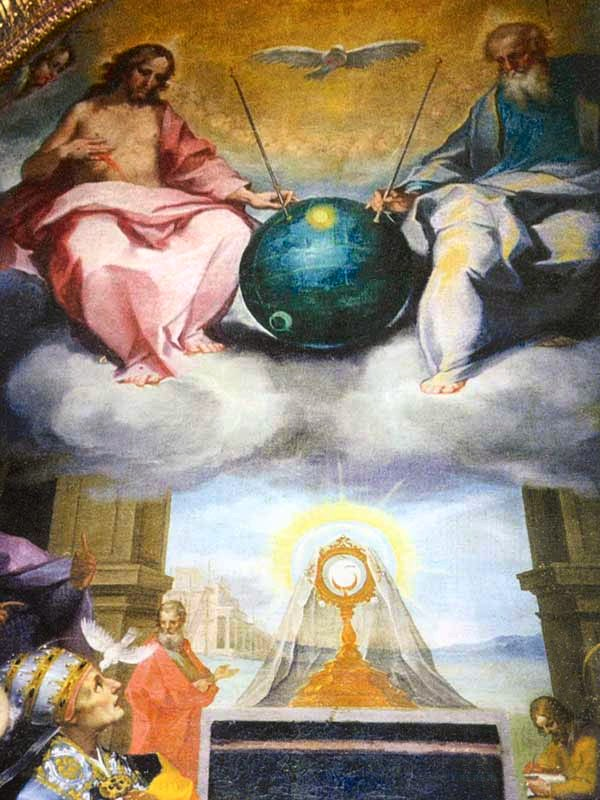
Disputa dell’Eucaristia (1600, Chiesa di San Lorenzo in San Pietro, Montalcino)

- Ajaccio, Musée Fesch: Trinità con San Pietro e San Bernardo
- Arcidosso, Santuario della Madonna delle Grazie (auch dell’Incoronata genannt[5]):
  - Miracolo della Neve, auch Madonna della Neve genannt
  - Vergine in gloria tra i Santi Sebastiano e Rocco
- Assisi, Basilica di Santa Maria degli Angeli:
  - Resurrezione di Cristo (Cappella dell’Ablazione del Signore, 1600 entstanden)
  - Santa Chiara morente visitata dal papa (Cappella di San Massimino, um 1600 entstanden)[6]
- Bagno Vignoni, Chiesa di San Giovanni Battista: Resurrezione di Cristo
- Budapest, Museum of fine Arts: L’Annunciazione
- Cambridge (England), Fitzwilliam-Museum:
  - Morte di Santa Chiara con benedizione di papa Innocenzo IV
  - Santa Cecilia dentro il sepolcro assistita dalla Madonna con il Bambino e quattro angeli
- Cambridge (Massachusetts), Fogg Art Museum: Studio per una pala d’altare
- Castelnuovo Berardenga, Propositura dei Santi Giusto e Clemente: Crocifissione
- Chianni, Chiesa di San Donato: Sant’Antonio in adorazione di Gesù Bambino
- Florenz, Palazzo Pitti, Galleria Palatina: Sacra Famiglia con san Giovannino e sant’Elisabetta[6]
- Foligno, Chiesa di Sant’Agostino: Crocifissione di Cristo (290 × 180 cm)[6]
- Foligno, Seminario Diocesano: Matrimonio della Vergine (1613 entstanden)
- Grand Rapids, Grand Rapids Museum of Art: La Vergine e il Bambino in Gloria
- Grosseto, Cattedrale di San Lorenzo bzw. Dom von Grosseto: San Lorenzo e San Carlo Borromeo adorano il Nome di Gesù
- Haarlem, Teylers Museum: Santa Caterina acceca con lo sguardo i soldati fiorentini
- London, Courtauld Institute of Art:
  - Cristo sulla Croce con la Vergine
  - Maddalena e San Giovanni
  - Giovane in ginocchio con un vaso
  - Due studi di testa di donna, schizzo di un piede
- Montalcino, Chiesa di San Francesco: San Simone Stock che riceve dalla Vergine lo scapolare
- Montalcino, Chiesa di San Lorenzo in San Pietro:
  - Consegna delle chiavi (1599 entstanden)
  - Crocifissione (1604 entstanden)
  - Disputa dell’Eucaristia (1600 entstanden)
  - Trinità all’opera col Mondo
- Montalcino, Pieve dei Santi Filippo e Giacomo:
  - Beato Pietro Petroni (1597 entstanden)
  - Martirio di Santa Caterina d’Alessandria
- Montefollonico, Chiesa del Triano: Trinità e Angeli adoranti
- Pisa, Chiesa di San Frediano:
  - Annunciazione e Natività (1607 entstanden)
  - Adorazione dei pastori (Leinwandgemälde)[6]
- Pisa, Chiesa di Santa Cecilia: Martirio di Santa Cecilia (1607 entstanden)
- Pisa, Dom zu Pisa:
  - Eterno in Gloria e gli Arcangeli (1609, entstanden)
  - La caduta della Manna (1607 entstanden)
- Perugia, Basilica di San Pietro:
  - Punizione di Davide
  - Visione di Gregorio Magno
- Rapolano Terme, Chiesa del Corpus Domini: Madonna del Rosario e Santi[7]
- Rom, Chiesa del Santissimo Nome di Gesù all’Argentina, Cappella della SS. Trinità: Angeli reggitarga (Fresken,[6] 1594–95 entstanden[2])
- Rom, Santa Maria Maggiore (Fresken,[6] 1593–94 entstanden[2]):
  - Disputa di Gesù con i dottori del Tempio
  - Annunciazione (Fresko, um 1593–94 entstanden)
- San Francisco, De Young Museum:
  - Due Studi di donna
  - L’Annunciazione (1594 entstanden)
  - Madonna col Bambino
  - Matrimonio della Vergine (1590 entstanden)
  - Sant’Agnese (1590 entstanden)
  - Santi Anna e Gioacchino (1590)
  - Studi figurativi di un uomo e di una donna seduta
  - Studi di una figura maschile con la spada
  - Studi figurativi di un uomo e di una donna in piedi
- San Quirico d’Orcia, Chiesa della Madonna di Vitaleta: Visitazione
- Siena, Accademia Musicale Chigiana:
  - Lavanda dei piedi
  - La Veronica
- Siena, Basilica di San Clemente in Santa Maria dei Servi: Fresken des Oratorio della Santissima Trinità (1596–1601 entstanden[3])
- Siena, Basilica di San Domenico: Crocifissione (Leinwandgemälde, 1600 entstanden)
- Siena, Sant’Agostino: Andata al Calvario (Leinwandgemälde, von Alessandro Casolani begonnen und von Ventura Salimbeni 1612 vollendet[3])
- Siena, Chiesa di Santa Maria in Portico a Fontegiusta: Fresken, um 1600 entstanden[3]
  - Annunciazione
  - Nascita
  - Transito della Madonna
- Siena, Chiesa di Santo Spirito (Fresken, um 1610/12 entstanden[6]):
  - Miracolo di San Giacinto
  - Miracolo di San Giacinto
- Siena, Dom von Siena, Apsis: (Fresken, um 1608/11 entstanden)[6]:
  - Ester e Assuero
  - Caduta della manna
- Siena, Oratorio di San Bernardino, Museo Diocesano di Arte Sacra[3]:
  - Conforta la cugina morente Tobia dei Tolomei (Saal 1, Lünette)
  - Immacolata (Saal 1)
  - Resuscita un bambino annegato (Saal 1, Lünette, 1602 entstanden)
  - San Bernardino resuscita un bimbo ucciso dal toro (Saal 1, Lünette)
- Siena, Oratorio di San Rocco: Apparizione della Madonna col Bambino a San Rocco (Leinwandgemälde, 1603 entstanden)
- Siena, Palazzo Arcivescovile: Madonna col Bambino con una Santa martire ed un Santo vescovo (Leinwandgemälde)
- Siena, Palazzo Pubblico[3]:
  - Assedio di Antiochia dei crociati senesi (Sala del Capitano del Popolo, Lünette, 1597 entstanden)
  - Predica di San Bernardino in Piazza del Campo contro i giochi d’azzardo (Sala del Capitano del Popolo, Lünette, 1598 entstanden)
  - Salimbene Salimbeni è patriarca della città (Sala del Capitano del Popolo, Lünette, 1597 entstanden)
  - San Bernardino in orazione a Porta Camollia (Sala del Capitano del Popolo, Lünette, 1598 entstanden)
- Siena, Palazzo Salimbeni: Deposizione (Ölgemälde auf Leinwand, 34 × 25,5 cm, ca. 1600 entstanden, seit 1980 im Besitz der Monte dei Paschi[8][9])
- Siena, Pinacoteca Nazionale: Madonna del Madrigale (Saal 36)
- Siena, Santuario di Santa Caterina, Oratorio della Tintoria: Santa Caterina aggredita dalla soldataglia fiorentina (1604 entstanden)
- Sinalunga, Ortsteil Scrofiano, Chiesa della Compagnia di San Salvatore: Madonna addolorata e santi